# Lauerz
Lauerz – miejscowość i gmina w Szwajcarii, w kantonie Schwyz, w okręgu Schwyz. Leży nad jeziorem Lauerzersee.

## Demografia
W Lauerz mieszka 1 117 osób. W 2021 roku 11,2% populacji gminy stanowiły osoby urodzone poza Szwajcarią. 

## Transport
Przez teren gminy przebiega droga główna nr 2.